# Nhà hát Ba Lan tại Poznań
Nhà hát Ba Lan tại Poznań (tiếng Ba Lan: Teatr Polski w Poznaniu) là nhà hát Ba Lan thành lập vào năm 1875. Đây là một trong những nhà hát lâu đời và nổi tiếng nhất ở Ba Lan.

## Lịch sử
Nhà hát Poznań thành lập theo yêu cầu của công dân thành phố Poznań, do kiến trúc sư Stanisław Hebanowski thiết kế. Mặt tiền của nhà hát được trang trí bằng dòng chữ Naród sobie. Đối với những cư dân của vùng Wielkopolska, Nhà hát Ba Lan đóng vai trò vô cùng quan trọng trong truyền thống và văn hóa Ba Lan, đồng thời là biểu tượng cho sự phản kháng  các chính sách hạn chế (Kulturkampf) mà chính quyền phân vùng Phổ áp đặt nơi đây.
Theo truyền thống, thành viên của đoàn kịch gồm thành viên ký hợp đồng và diễn viên khách mời. Tên tuổi của hầu hết tất cả diễn viên và nhà viết kịch vĩ đại trong lịch sử sân khấu Ba Lan đều gắn liền với tên tuổi của Nhà hát Ba Lan Poznań.
Nhà hát Ba Lan tại Poznań có bốn sân khấu: Sân khấu chính (sức chứa 300 chỗ), Sân khấu Malarnia (sức chứa 100 chỗ), Sân khấu Thư viện (sức chứa 40 chỗ) và Sân khấu "Tầng hầm".